# Джон Кордич
Джон Кордич (англ. John Kordic; 22 березня 1965, Едмонтон — 8 серпня 1992 Квебек) — канадський хокеїст, що грав на позиції крайнього нападника.
Володар Кубка Стенлі в складі «Монреаль Канадієнс» (1986). 

## Ігрова кар'єра
Хокейну кар'єру розпочав 1982 року в ЗХЛ.
1983 року був обраний на драфті НХЛ під 78-м загальним номером командою «Монреаль Канадієнс». 
Протягом професійної клубної ігрової кар'єри, що тривала 8 років, захищав кольори команд «Монреаль Канадієнс», «Торонто Мейпл-Ліфс», «Вашингтон Кепіталс», «Квебек Нордікс», «Шербрук Канадієнс», «Ньюмаркет Сейнтс» та «Кейп-Бретон Ойлерс».
Загалом провів 285 матчів у НХЛ, включаючи 41 гру плей-оф Кубка Стенлі.

## Смерть
8 серпня 1992 року 27-річний спортсмен помер від передозування наркотиків.

## Статистика
| Сезон        | Клуб                   | Ліга         | Регулярний сезон | Регулярний сезон | Регулярний сезон | Регулярний сезон | Регулярний сезон | Плей-оф | Плей-оф | Плей-оф | Плей-оф | Плей-оф |
| Сезон        | Клуб                   | Ліга         | І                | Г                | П                | О                | ШХ               | І       | Г       | П       | О       | ШХ      |
| ------------ | ---------------------- | ------------ | ---------------- | ---------------- | ---------------- | ---------------- | ---------------- | ------- | ------- | ------- | ------- | ------- |
| 1982–83      | «Портленд Вінтер-Гокс» | ЗХЛ          | 72               | 3                | 22               | 25               | 235              | 14      | 1       | 6       | 7       | 30      |
| 1983–84      | «Портленд Вінтер-Гокс» | ЗХЛ          | 67               | 9                | 50               | 59               | 232              | 14      | 0       | 3       | 3       | 56      |
| 1984–85      | «Шербрук Канадієнс»    | АХЛ          | 4                | 0                | 0                | 0                | 4                | 4       | 0       | 0       | 0       | 11      |
| 1984–85      | «Портленд Вінтер-Гокс» | ЗХЛ          | 25               | 6                | 22               | 28               | 73               | —       | —       | —       | —       | —       |
| 1984–85      | «Сієтл Брікерс»        | ЗХЛ          | 46               | 17               | 36               | 53               | 154              | —       | —       | —       | —       | —       |
| 1985–86      | «Шербрук Канадієнс»    | АХЛ          | 68               | 3                | 14               | 17               | 238              | —       | —       | —       | —       | —       |
| 1985–86      | «Монреаль Канадієнс»   | НХЛ          | 5                | 0                | 1                | 1                | 12               | 18      | 0       | 0       | 0       | 53      |
| 1986–87      | «Шербрук Канадієнс»    | АХЛ          | 10               | 4                | 4                | 8                | 49               | —       | —       | —       | —       | —       |
| 1986–87      | «Монреаль Канадієнс»   | НХЛ          | 44               | 5                | 3                | 8                | 151              | 11      | 2       | 0       | 2       | 19      |
| 1987–88      | «Монреаль Канадієнс»   | НХЛ          | 60               | 2                | 6                | 8                | 159              | 7       | 2       | 2       | 4       | 26      |
| 1988–89      | «Монреаль Канадієнс»   | НХЛ          | 6                | 0                | 0                | 0                | 13               | —       | —       | —       | —       | —       |
| 1988–89      | «Торонто Мейпл-Ліфс»   | НХЛ          | 46               | 1                | 2                | 3                | 185              | —       | —       | —       | —       | —       |
| 1989–90      | «Торонто Мейпл-Ліфс»   | НХЛ          | 55               | 9                | 4                | 13               | 252              | 5       | 0       | 1       | 1       | 33      |
| 1990–91      | «Ньюмаркет Сейнтс»     | АХЛ          | 8                | 1                | 1                | 2                | 79               | —       | —       | —       | —       | —       |
| 1990–91      | «Торонто Мейпл-Ліфс»   | НХЛ          | 3                | 0                | 0                | 0                | 9                | —       | —       | —       | —       | —       |
| 1990–91      | «Вашингтон Кепіталс»   | НХЛ          | 7                | 0                | 0                | 0                | 101              | —       | —       | —       | —       | —       |
| 1991–92      | «Кейп-Бретон Ойлерс»   | АХЛ          | 12               | 2                | 1                | 3                | 141              | 5       | 0       | 1       | 1       | 53      |
| 1991–92      | «Квебек Нордікс»       | НХЛ          | 18               | 0                | 2                | 2                | 115              | —       | —       | —       | —       | —       |
| Усього в НХЛ | Усього в НХЛ           | Усього в НХЛ | 244              | 17               | 18               | 35               | 997              | 41      | 4       | 3       | 7       | 131     |